# Rivière Nimepir
Rivière Nimepir är ett vattendrag i Kanada.   Det ligger i provinsen Québec, i den sydöstra delen av landet, 400 km norr om huvudstaden Ottawa. Rivière Nimepir ligger vid sjön Lac Nimepir.
I omgivningarna runt Rivière Nimepir växer i huvudsak blandskog. Trakten runt Rivière Nimepir är nära nog obefolkad, med mindre än två invånare per kvadratkilometer.